# Hagenburg
Hagenburg település Németországban, azon belül Alsó-Szászország tartományban. Lakosainak száma 4564 fő (2023. december 31.). Hagenburg Auhagen és Sachsenhagen községekkel határos.

## Népesség
A település népességének változása:
| Lakosok száma | 4514 | 4556 | 4547 | 4570 | 4584 | 4564 |
|               | 2016 | 2017 | 2019 | 2021 | 2022 | 2023 |